# Torneo Apertura 2023 de Tercera División de Costa Rica
El Torneo Apertura 2023 de Tercera División fue la tercera categoría del fútbol costarricense, organizada por LINAFA.

## Sistema de competición
Se realizan 2 torneos, Apertura y Clausura (respectivamente). Los ganadores de cada torneo tendrán garantizada una Gran Final entre ellos para definir al nuevo participante de la próxima temporada en la Segunda División de Costa Rica. En caso de que el Campeón del Torneo de Clausura sea el mismo del Torneo de Apertura, no habrá gran final.
- Primera Fase:

En cada grupo de 6 equipos participantes, jugarán a 2 vueltas, completando 10 fechas cada equipo. Clasifican a la siguiente fase los 4 mejores equipos de cada grupo. 
- Segunda Fase: (Octavos de final)

Sistema de clasificación por eliminación directa ida y vuelta. Clasifican a la siguiente fase los 12 ganadores de las series y los 4 mejores perdedores.
- Tercera Fase: (Cuartos de Final)

Sistema de clasificación por eliminación directa de juegos de ida y vuelta.
- Cuarta Fase: (Semifinales)

Sistema de clasificación por eliminación directa de juegos de ida y vuelta.
- Quinta Fase: (Final)

Serie de ida y vuelta en el que se define el campeón.

## Equipos participantes
En la temporada 2023-2024 participarán los siguientes equipos:
| Grupo   | Zona               | Equipos |
| ------- | ------------------ | --- |
| Grupo A | Pacífico Chorotega | - Puntarenas San Luis - Águila F. C. - Deportivo Upala F. C. - A. D. Santa Rosa - UCR Fútbol Club - MW-C. E. F.  |
| Grupo B | Occidente          | - San Carlos F. C. - A. D. Rosario - La Cañada F. C. - Unión Escazú - AF Lankester 1943 - C. D. Pavas            |
| Grupo C | Metro Sur          | - Municipal Coto Brus - Municipal Osa - ASODEBA - Esterillos F. C. - Municipal Desamparados - San Migool - V. C. |
| Grupo D | Caribe             | - SoccerViza F. C. - Talentos del Caribe - ADF Siquirreña - F. C. Monarcas - CCDR San Pablo - A. D. Black V. C.  |

## Tabla de posiciones

### Grupo A: Chorotega Pacífico
| Pos. | Equipo                | Pts. | PJ | G | E | P | GF | GC | Dif. | Clasificación    |
| ---- | --------------------- | ---- | -- | - | - | - | -- | -- | ---- | ---------------- |
| 1    | Águila F. C.          | 23   | 10 | 7 | 2 | 1 | 26 | 7  | +19  | Octavos de final |
| 2    | Puntarenas San Luis   | 22   | 10 | 7 | 1 | 2 | 24 | 13 | +11  | Octavos de final |
| 3    | Deportivo Upala F. C. | 15   | 10 | 4 | 3 | 3 | 18 | 13 | +5   | Octavos de final |
| 4    | MW-C. E. F.           | 11   | 10 | 3 | 2 | 5 | 13 | 20 | −7   | Octavos de final |
| 5    | UCR Fútbol Club       | 8    | 10 | 2 | 2 | 6 | 15 | 21 | −6   |                  |
| 6    | A. D. Santa Rosa      | 5    | 10 | 1 | 2 | 7 | 13 | 35 | −22  | Último lugar     |

 Fuente: LINAFA

### Grupo B: Occidente
| Pos. | Equipo            | Pts. | PJ | G | E | P | GF | GC | Dif. | Clasificación    |
| ---- | ----------------- | ---- | -- | - | - | - | -- | -- | ---- | ---------------- |
| 1    | San Carlos F. C.  | 26   | 10 | 8 | 2 | 0 | 37 | 13 | +24  | Octavos de final |
| 2    | C. D. Pavas       | 21   | 10 | 6 | 3 | 1 | 22 | 11 | +11  | Octavos de final |
| 3    | A. D. Rosario     | 14   | 9  | 4 | 2 | 3 | 18 | 13 | +5   | Octavos de final |
| 4    | La Cañada F. C.   | 10   | 9  | 3 | 1 | 5 | 23 | 22 | +1   | Octavos de final |
| 5    | AF Lankester 1943 | 7    | 10 | 2 | 1 | 7 | 11 | 24 | −13  |                  |
| 6    | Unión Escazú      | 4    | 10 | 1 | 1 | 8 | 9  | 37 | −28  | Último lugar     |

 Fuente: LINAFA

### Grupo C: Metro Sur
| Pos. | Equipo                 | Pts. | PJ | G | E | P | GF | GC | Dif. | Clasificación    |
| ---- | ---------------------- | ---- | -- | - | - | - | -- | -- | ---- | ---------------- |
| 1    | San Migool - V. C.     | 23   | 10 | 7 | 2 | 1 | 24 | 16 | +8   | Octavos de final |
| 2    | Municipal Desamparados | 21   | 10 | 7 | 0 | 3 | 27 | 16 | +11  | Octavos de final |
| 3    | Esterillos F. C.       | 13   | 10 | 4 | 1 | 5 | 15 | 18 | −3   | Octavos de final |
| 4    | Municipal Coto Brus    | 10   | 10 | 3 | 1 | 6 | 14 | 20 | −6   | Octavos de final |
| 5    | Municipal Osa          | 10   | 10 | 2 | 4 | 4 | 10 | 13 | −3   |                  |
| 6    | ASODEBA                | 7    | 10 | 1 | 4 | 5 | 13 | 20 | −7   | Último lugar     |

 Fuente: LINAFA

### Grupo D: Caribe
| Pos. | Equipo              | Pts. | PJ | G | E | P | GF | GC | Dif. | Clasificación    |
| ---- | ------------------- | ---- | -- | - | - | - | -- | -- | ---- | ---------------- |
| 1    | Talentos del Caribe | 22   | 10 | 7 | 1 | 2 | 27 | 18 | +9   | Octavos de final |
| 2    | CCDR San Pablo      | 22   | 10 | 7 | 1 | 2 | 23 | 19 | +4   | Octavos de final |
| 3    | A. D. Black V. C.   | 14   | 10 | 4 | 2 | 4 | 18 | 19 | −1   | Octavos de final |
| 4    | SoccerViza F. C.    | 12   | 10 | 4 | 0 | 6 | 21 | 18 | +3   | Octavos de final |
| 5    | ADF Siquirreña      | 10   | 10 | 3 | 1 | 6 | 15 | 16 | −1   |                  |
| 6    | F. C. Monarcas      | 6    | 10 | 1 | 3 | 6 | 9  | 27 | −18  | Último lugar     |

 Fuente: LINAFA

## Resultados

### Grupo A: Chorotega Pacífico
| Jornada 1           | Jornada 1 | Jornada 1             | Jornada 1    | Jornada 1   | Jornada 1 | Jornada 1 | Jornada 1 |
| Local               | Resultado | Visitante             | Estadio      | Fecha       |           |           |           |
| ------------------- | --------- | --------------------- | ------------ | ----------- | --------- | --------- | --------- |
| Puntarenas San Luis | 3-0       | Deportiva Upala F. C. | "Lito" Pérez | 6 de agosto |           |           |           |
| A. D. Santa Rosa    | 0-2       | Águila F. C.          | Cartagena    | 6 de agosto |           |           |           |
| UCR Fútbol Club     | 1-0       | MW-C. E. F.           | Ecológico    | 6 de agosto |           |           |           |
| Total de goles: 6   |           |                       |              |             |           |           |           |

| Jornada 2             | Jornada 2 | Jornada 2           | Jornada 2         | Jornada 2    | Jornada 2 | Jornada 2 | Jornada 2 |
| Local                 | Resultado | Visitante           | Estadio           | Fecha        |           |           |           |
| --------------------- | --------- | ------------------- | ----------------- | ------------ | --------- | --------- | --------- |
| Deportivo Upala F. C. | 3-0       | UCR Fútbol Club     | Cartagena         | 13 de agosto |           |           |           |
| Águila F. C.          | 0-1       | Puntarenas San Luis | Edgardo Baltodano | 13 de agosto |           |           |           |
| MW-C. E. F.           | 2-1       | A. D. Santa Rosa    | Municipal Aserrí  | 13 de agosto |           |           |           |
| Total de goles: 7     |           |                     |                   |              |           |           |           |

| Jornada 3             | Jornada 3 | Jornada 3        | Jornada 3    | Jornada 3    | Jornada 3 | Jornada 3 | Jornada 3 |
| Local                 | Resultado | Visitante        | Estadio      | Fecha        |           |           |           |
| --------------------- | --------- | ---------------- | ------------ | ------------ | --------- | --------- | --------- |
| Puntarenas San Luis   | 5-1       | A. D. Santa Rosa | "Lito" Pérez | 20 de agosto |           |           |           |
| UCR Fútbol Club       | 2-2       | Águila F. C.     | Ecológico    | 20 de agosto |           |           |           |
| Deportivo Upala F. C. | 1-2       | MW-C. E. F.      | Candelaría   | 20 de agosto |           |           |           |
| Total de goles: 13    |           |                  |              |              |           |           |           |

| Jornada 4         | Jornada 4 | Jornada 4             | Jornada 4         | Jornada 4    | Jornada 4 | Jornada 4 | Jornada 4 |
| Local             | Resultado | Visitante             | Estadio           | Fecha        |           |           |           |
| ----------------- | --------- | --------------------- | ----------------- | ------------ | --------- | --------- | --------- |
| A. D. Santa Rosa  | 0-2       | Deportivo Upala F. C. | Cartagena         | 27 de agosto |           |           |           |
| UCR Fútbol Club   | 1-2       | Puntarenas San Luis   | Ecológico         | 27 de agosto |           |           |           |
| Águila F. C.      | 3-0       | MW-C. E. F.           | Edgardo Baltodano | 27 de agosto |           |           |           |
| Total de goles: 8 |           |                       |                   |              |           |           |           |

| Jornada 5          | Jornada 5 | Jornada 5             | Jornada 5         | Jornada 5       | Jornada 5 | Jornada 5 | Jornada 5 |
| Local              | Resultado | Visitante             | Estadio           | Fecha           |           |           |           |
| ------------------ | --------- | --------------------- | ----------------- | --------------- | --------- | --------- | --------- |
| A. D. Santa Rosa   | 2-2       | UCR Fútbol Club       | Santa Rosa        | 3 de septiembre |           |           |           |
| Águila F. C.       | 1-1       | Deportiva Upala F. C. | Edgardo Baltodano | 3 de septiembre |           |           |           |
| MW-C. E. F.        | 1-3       | Puntarenas San Luis   | Municipal Aserrí  | 3 de septiembre |           |           |           |
| Total de goles: 10 |           |                       |                   |                 |           |           |           |

| Jornada 6             | Jornada 6 | Jornada 6           | Jornada 6         | Jornada 6        | Jornada 6 | Jornada 6 | Jornada 6 |
| Local                 | Resultado | Visitante           | Estadio           | Fecha            |           |           |           |
| --------------------- | --------- | ------------------- | ----------------- | ---------------- | --------- | --------- | --------- |
| Deportivo Upala F. C. | 2-2       | Puntarenas San Luis | Cartagena         | 10 de septiembre |           |           |           |
| Águila F. C.          | 5-0       | A. D. Santa Rosa    | Edgardo Baltodano | 10 de septiembre |           |           |           |
| MW-C. E. F.           | 2-1       | UCR Fútbol Club     | Municipal Aserrí  | 10 de septiembre |           |           |           |
| Total de goles: 12    |           |                     |                   |                  |           |           |           |

| Jornada 7           | Jornada 7 | Jornada 7             | Jornada 7    | Jornada 7        | Jornada 7 | Jornada 7 | Jornada 7 |
| Local               | Resultado | Visitante             | Estadio      | Fecha            |           |           |           |
| ------------------- | --------- | --------------------- | ------------ | ---------------- | --------- | --------- | --------- |
| UCR Fútbol Club     | 0-2       | Deportiva Upala F. C. | Ecológico    | 17 de septiembre |           |           |           |
| Puntarenas San Luis | 1-3       | Águila F. C.          | "Lito" Pérez | 17 de septiembre |           |           |           |
| A. D. Santa Rosa    | 3-3       | MW-C. E. F.           | Santa Rosa   | 17 de septiembre |           |           |           |
| Total de goles: 12  |           |                       |              |                  |           |           |           |

| Jornada 8          | Jornada 8 | Jornada 8             | Jornada 8         | Jornada 8        | Jornada 8 | Jornada 8 | Jornada 8 |
| Local              | Resultado | Visitante             | Estadio           | Fecha            |           |           |           |
| ------------------ | --------- | --------------------- | ----------------- | ---------------- | --------- | --------- | --------- |
| A. D. Santa Rosa   | 4-1       | Puntarenas San Luis   | Santa Rosa        | 24 de septiembre |           |           |           |
| Águila F. C.       | 5-0       | UCR Fútbol Club       | Edgardo Baltodano | 24 de septiembre |           |           |           |
| MW-C. E. F.        | 1-1       | Deportivo Upala F. C. | Municipal Aserrí  | 24 de septiembre |           |           |           |
| Total de goles: 12 |           |                       |                   |                  |           |           |           |

| Jornada 9             | Jornada 9 | Jornada 9        | Jornada 9        | Jornada 9    | Jornada 9 | Jornada 9 | Jornada 9 |
| Local                 | Resultado | Visitante        | Estadio          | Fecha        |           |           |           |
| --------------------- | --------- | ---------------- | ---------------- | ------------ | --------- | --------- | --------- |
| Deportivo Upala F. C. | 5-2       | A. D. Santa Rosa | Cartagena        | 1 de octubre |           |           |           |
| Puntarenas San Luis   | 3-0       | UCR Fútbol Club  | "Lito" Pérez     | 1 de octubre |           |           |           |
| MW-C. E. F.           | 1-3       | Águila F. C.     | Municipal Aserrí | 1 de octubre |           |           |           |
| Total de goles: 14    |           |                  |                  |              |           |           |           |

| Jornada 10            | Jornada 10 | Jornada 10       | Jornada 10   | Jornada 10   | Jornada 10 | Jornada 10 | Jornada 10 |
| Local                 | Resultado  | Visitante        | Estadio      | Fecha        |            |            |            |
| --------------------- | ---------- | ---------------- | ------------ | ------------ | ---------- | ---------- | ---------- |
| UCR Fútbol Club       | 8-0        | A. D. Santa Rosa | Ecológico    | 8 de octubre |            |            |            |
| Deportivo Upala F. C. | 1-2        | Águila F. C.     | Cartagena    | 8 de octubre |            |            |            |
| Puntarenas San Luis   | 3-1        | MW-C. E. F.      | "Lito" Pérez | 8 de octubre |            |            |            |
| Total de goles: 15    |            |                  |              |              |            |            |            |

### Grupo B: Occidente
| Jornada 1          | Jornada 1 | Jornada 1       | Jornada 1     | Jornada 1   | Jornada 1 | Jornada 1 | Jornada 1 |
| Local              | Resultado | Visitante       | Estadio       | Fecha       |           |           |           |
| ------------------ | --------- | --------------- | ------------- | ----------- | --------- | --------- | --------- |
| Unión Escazú       | 0-3       | A. D. Rosario   | Nicolás Masís | 5 de agosto |           |           |           |
| San Carlos F. C.   | 5-2       | La Cañada F. C. | De Pital      | 6 de agosto |           |           |           |
| AF Lankester 1943  | 1-2       | C. D. Pavas     | Dulce Nombre  | 6 de agosto |           |           |           |
| Total de goles: 13 |           |                 |               |             |           |           |           |

| Jornada 2          | Jornada 2 | Jornada 2         | Jornada 2         | Jornada 2    | Jornada 2 | Jornada 2 | Jornada 2 |
| Local              | Resultado | Visitante         | Estadio           | Fecha        |           |           |           |
| ------------------ | --------- | ----------------- | ----------------- | ------------ | --------- | --------- | --------- |
| A D. Rosario       | 2-2       | San Carlos F. C.  | Rafael Bolaños    | 12 de agosto |           |           |           |
| C. D. Pavas        | 3-1       | Unión Escazú      | Ernesto Rohrmoser | 12 de agosto |           |           |           |
| La Cañada F. C.    | 3-2       | AF Lankester 1943 | Complejo Cibeles  | 13 de agosto |           |           |           |
| Total de goles: 13 |           |                   |                   |              |           |           |           |

| Jornada 3          | Jornada 3 | Jornada 3     | Jornada 3    | Jornada 3    | Jornada 3 | Jornada 3 | Jornada 3 |
| Local              | Resultado | Visitante     | Estadio      | Fecha        |           |           |           |
| ------------------ | --------- | ------------- | ------------ | ------------ | --------- | --------- | --------- |
| San Carlos F. C.   | 5-0       | Unión Escazú  | De Pital     | 20 de agosto |           |           |           |
| La Cañada F. C.    | 0-3       | C. D. Pavas   | Belén        | 20 de agosto |           |           |           |
| AF Lankester 1943  | 1-2       | A. D. Rosario | "Cuty" Monge | 20 de agosto |           |           |           |
| Total de goles: 11 |           |               |              |              |           |           |           |

| Jornada 4          | Jornada 4 | Jornada 4        | Jornada 4        | Jornada 4    | Jornada 4 | Jornada 4 | Jornada 4 |
| Local              | Resultado | Visitante        | Estadio          | Fecha        |           |           |           |
| ------------------ | --------- | ---------------- | ---------------- | ------------ | --------- | --------- | --------- |
| Unión Escazú       | 3-2       | La Cañada F. C.  | Nicolás Masís    | 27 de agosto |           |           |           |
| AF Lankester 1943  | SUSP      | San Carlos F. C. | Zapote           | 27 de agosto |           |           |           |
| A. D. Rosario      | 1-1       | C. D. Pavas      | Complejo Cibeles | 27 de agosto |           |           |           |
| Total de goles: 10 |           |                  |                  |              |           |           |           |

| Jornada 5         | Jornada 5 | Jornada 5         | Jornada 5         | Jornada 5       | Jornada 5 | Jornada 5 | Jornada 5 |
| Local             | Resultado | Visitante         | Estadio           | Fecha           |           |           |           |
| ----------------- | --------- | ----------------- | ----------------- | --------------- | --------- | --------- | --------- |
| Unión Escazú      | 0-1       | AF Lankester 1943 | Nicolás Masís     | 3 de septiembre |           |           |           |
| A. D. Rosario     | 1-2       | La Cañada F. C.   | Municipal Naranjo | 3 de septiembre |           |           |           |
| C. D. Pavas       | 2-3       | San Carlos F. C.  | Ernesto Rohrmoser | 3 de septiembre |           |           |           |
| Total de goles: 9 |           |                   |                   |                 |           |           |           |

| Jornada 6          | Jornada 6 | Jornada 6         | Jornada 6         | Jornada 6        | Jornada 6 | Jornada 6 | Jornada 6 |
| Local              | Resultado | Visitante         | Estadio           | Fecha            |           |           |           |
| ------------------ | --------- | ----------------- | ----------------- | ---------------- | --------- | --------- | --------- |
| A. D. Rosario      | 6-2       | Unión Escazú      | Complejo Cibeles  | 9 de septiembre  |           |           |           |
| La Cañada F. C.    | 3-4       | San Carlos F. C.  | Belén             | 10 de septiembre |           |           |           |
| C. D. Pavas        | 4-1       | AF Lankester 1943 | Ernesto Rohrmoser | 10 de septiembre |           |           |           |
| Total de goles: 20 |           |                   |                   |                  |           |           |           |

| Jornada 7         | Jornada 7 | Jornada 7       | Jornada 7     | Jornada 7        | Jornada 7 | Jornada 7 | Jornada 7 |
| Local             | Resultado | Visitante       | Estadio       | Fecha            |           |           |           |
| ----------------- | --------- | --------------- | ------------- | ---------------- | --------- | --------- | --------- |
| AF Lankester 1943 | 3-2       | La Cañada F. C. | Dulce Nombre  | 17 de septiembre |           |           |           |
| San Carlos F. C.  | 2-1       | A. D Rosario    | De Pital      | 17 de septiembre |           |           |           |
| Unión Escazú      | 0-1       | C. D. Pavas     | Nicolás Masís | 17 de septiembre |           |           |           |
| Total de goles: 9 |           |                 |               |                  |           |           |           |

| Jornada 8          | Jornada 8 | Jornada 8         | Jornada 8      | Jornada 8        | Jornada 8 | Jornada 8 | Jornada 8 |
| Local              | Resultado | Visitante         | Estadio        | Fecha            |           |           |           |
| ------------------ | --------- | ----------------- | -------------- | ---------------- | --------- | --------- | --------- |
| Unión Escazú       | 1-6       | San Carlos F. C.  | Nicolás Masís  | 24 de septiembre |           |           |           |
| A. D. Rosario      | 1-0       | AF Lankester 1943 | Rafael Bolaños | 24 de septiembre |           |           |           |
| C. D. Pavas        | 1-1       | La Cañada F. C.   | ST Center      | 24 de septiembre |           |           |           |
| Total de goles: 10 |           |                   |                |                  |           |           |           |

| Jornada 9          | Jornada 9 | Jornada 9         | Jornada 9         | Jornada 9    | Jornada 9 | Jornada 9 | Jornada 9 |
| Local              | Resultado | Visitante         | Estadio           | Fecha        |           |           |           |
| ------------------ | --------- | ----------------- | ----------------- | ------------ | --------- | --------- | --------- |
| La Cañada F. C.    | 8-0       | Unión Escazú      | Complejo Cibeles  | 1 de octubre |           |           |           |
| San Carlos F. C.   | 5-0       | AF Lankester 1943 | De Pital          | 1 de octubre |           |           |           |
| C. D. Pavas        | 3-1       | A. D. Rosario     | Ernesto Rohrmoser | 1 de octubre |           |           |           |
| Total de goles: 17 |           |                   |                   |              |           |           |           |

| Jornada 10         | Jornada 10 | Jornada 10    | Jornada 10     | Jornada 10    | Jornada 10 | Jornada 10 | Jornada 10 |
| Local              | Resultado  | Visitante     | Estadio        | Fecha         |            |            |            |
| ------------------ | ---------- | ------------- | -------------- | ------------- | ---------- | ---------- | ---------- |
| AF Lankester 1943  | 2-2        | Unión Escazú  | Dulce Nombre   | 8 de octubre  |            |            |            |
| San Carlos F. C.   | 2-2        | C. D. Pavas   | De Pital       | 8 de octubre  |            |            |            |
| La Cañada F. C.    | 1-1        | A. D. Rosario | Rafael Bolaños | 15 de octubre |            |            |            |
| Total de goles: 10 |            |               |                |               |            |            |            |

### Grupo C: Metro Sur
| Jornada 1              | Jornada 1 | Jornada 1          | Jornada 1           | Jornada 1   | Jornada 1 | Jornada 1 | Jornada 1 |
| Local                  | Resultado | Visitante          | Estadio             | Fecha       |           |           |           |
| ---------------------- | --------- | ------------------ | ------------------- | ----------- | --------- | --------- | --------- |
| Municipal Coto Brus    | 0-2       | ASODEBA            | Hamilton Villalobos | 6 de agosto |           |           |           |
| Esterillos F. C.       | 2-1       | Municipal Osa      | Fernando Gómez      | 6 de agosto |           |           |           |
| Municipal Desamparados | 3-1       | San Migool - V. C. | "Cuty" Monge        | 6 de agosto |           |           |           |
| Total de goles: 9      |           |                    |                     |             |           |           |           |

| Jornada 2          | Jornada 2 | Jornada 2              | Jornada 2     | Jornada 2    | Jornada 2 | Jornada 2 | Jornada 2 |
| Local              | Resultado | Visitante              | Estadio       | Fecha        |           |           |           |
| ------------------ | --------- | ---------------------- | ------------- | ------------ | --------- | --------- | --------- |
| ASODEBA            | 1-5       | Municipal Desamparados | León Cortés   | 13 de agosto |           |           |           |
| Municipal Osa      | 1-0       | Municipal Coto Brus    | Ciudad Cortés | 13 de agosto |           |           |           |
| San Migool - V. C. | 3-2       | Esterillos F. C.       | "Cuty" Monge  | 13 de agosto |           |           |           |
| Total de goles: 12 |           |                        |               |              |           |           |           |

| Jornada 3              | Jornada 3 | Jornada 3        | Jornada 3           | Jornada 3    | Jornada 3 | Jornada 3 | Jornada 3 |
| Local                  | Resultado | Visitante        | Estadio             | Fecha        |           |           |           |
| ---------------------- | --------- | ---------------- | ------------------- | ------------ | --------- | --------- | --------- |
| Municipal Coto Brus    | 1-0       | Esterillos F. C. | Hamilton Villalobos | 19 de agosto |           |           |           |
| San Migool - V. C.     | 5-3       | ASODEBA          | "Cuty" Monge        | 19 de agosto |           |           |           |
| Municipal Desamparados | 2-1       | Municipal Osa    | "Cuty" Monge        | 20 de agosto |           |           |           |
| Total de goles: 12     |           |                  |                     |              |           |           |           |

| Jornada 4              | Jornada 4 | Jornada 4           | Jornada 4         | Jornada 4    | Jornada 4 | Jornada 4 | Jornada 4 |
| Local                  | Resultado | Visitante           | Estadio           | Fecha        |           |           |           |
| ---------------------- | --------- | ------------------- | ----------------- | ------------ | --------- | --------- | --------- |
| Esterillos F. C.       | 1-0       | ASODEBA             | Municipal Parrita | 27 de agosto |           |           |           |
| Municipal Desamparados | 5-2       | Municipal Coto Brus | "Cuty" Monge      | 27 de agosto |           |           |           |
| Municipal Osa          | 0-0       | San Migool - V. C.  | Ciudad Cortés     | 27 de agosto |           |           |           |
| Total de goles: 8      |           |                     |                   |              |           |           |           |

| Jornada 5         | Jornada 5 | Jornada 5              | Jornada 5         | Jornada 5       | Jornada 5 | Jornada 5 | Jornada 5 |
| Local             | Resultado | Visitante              | Estadio           | Fecha           |           |           |           |
| ----------------- | --------- | ---------------------- | ----------------- | --------------- | --------- | --------- | --------- |
| Esterillos F. C.  | 1-0       | Municipal Desamparados | Municipal Parrita | 3 de septiembre |           |           |           |
| Municipal Osa     | 1-1       | ASODEBA                | Ciudad Cortés     | 3 de septiembre |           |           |           |
| San Migool - V. C | 2-1       | Municipal Coto Brus    | "Cuty" Monge      | 3 de septiembre |           |           |           |
| Total de goles: 6 |           |                        |                   |                 |           |           |           |

| Jornada 6          | Jornada 6 | Jornada 6              | Jornada 6     | Jornada 6        | Jornada 6 | Jornada 6 | Jornada 6 |
| Local              | Resultado | Visitante              | Estadio       | Fecha            |           |           |           |
| ------------------ | --------- | ---------------------- | ------------- | ---------------- | --------- | --------- | --------- |
| ASODEBA            | 1-1       | Municipal Coto Brus    | Ciudad Cortés | 10 de septiembre |           |           |           |
| Municipal Osa      | 3-1       | Esterillos F. C.       | Ciudad Cortés | 10 de septiembre |           |           |           |
| San Migool - V. C  | 6-3       | Municipal Desamparados | ST Center     | 10 de septiembre |           |           |           |
| Total de goles: 15 |           |                        |               |                  |           |           |           |

| Jornada 7              | Jornada 7 | Jornada 7         | Jornada 7           | Jornada 7        | Jornada 7 | Jornada 7 | Jornada 7 |
| Local                  | Resultado | Visitante         | Estadio             | Fecha            |           |           |           |
| ---------------------- | --------- | ----------------- | ------------------- | ---------------- | --------- | --------- | --------- |
| Municipal Desamparados | 2-1       | ASODEBA           | "Cuty" Monge        | 17 de septiembre |           |           |           |
| Municipal Coto Brus    | 4-1       | Municipal Osa     | Hamilton Villalobos | 17 de septiembre |           |           |           |
| Esterillos F. C.       | 0-1       | San Migool - V. C | Municipal Parrita   | 17 de septiembre |           |           |           |
| Total de goles: 9      |           |                   |                     |                  |           |           |           |

| Jornada 8          | Jornada 8 | Jornada 8              | Jornada 8         | Jornada 8        | Jornada 8 | Jornada 8 | Jornada 8 |
| Local              | Resultado | Visitante              | Estadio           | Fecha            |           |           |           |
| ------------------ | --------- | ---------------------- | ----------------- | ---------------- | --------- | --------- | --------- |
| Esterillos F. C.   | 5-1       | Municipal Coto Brus    | Municipal Parrita | 24 de septiembre |           |           |           |
| Municipal Osa      | 1-2       | Municipal Desamparados | Ciudad Cortés     | 24 de septiembre |           |           |           |
| ASODEBA            | 1-2       | San Migool - V. C      | Ciudad Cortés     | 24 de septiembre |           |           |           |
| Total de goles: 12 |           |                        |                   |                  |           |           |           |

| Jornada 9           | Jornada 9 | Jornada 9              | Jornada 9           | Jornada 9     | Jornada 9 | Jornada 9 | Jornada 9 |
| Local               | Resultado | Visitante              | Estadio             | Fecha         |           |           |           |
| ------------------- | --------- | ---------------------- | ------------------- | ------------- | --------- | --------- | --------- |
| Municipal Coto Brus | 2-0       | Municipal Desamparados | Hamilton Villalobos | 30 de octubre |           |           |           |
| ASODEBA             | 3-3       | Esterillos F. C.       | Ciudad Cortés       | 1 de octubre  |           |           |           |
| San Migool - V. C   | 1-1       | Municipal Osa          | ST Center           | 1 de octubre  |           |           |           |
| Total de goles: 10  |           |                        |                     |               |           |           |           |

| Jornada 10             | Jornada 10 | Jornada 10        | Jornada 10          | Jornada 10   | Jornada 10 | Jornada 10 | Jornada 10 |
| Local                  | Resultado  | Visitante         | Estadio             | Fecha        |            |            |            |
| ---------------------- | ---------- | ----------------- | ------------------- | ------------ | ---------- | ---------- | ---------- |
| Municipal Desamparados | 5-0        | Esterillos F. C.  | "Cuty" Monge        | 8 de octubre |            |            |            |
| ASODEBA                | 0-0        | Municipal Osa     | Ciudad Cortés       | 8 de octubre |            |            |            |
| Municipal Coto Brus    | 2-3        | San Migool - V. C | Hamilton Villalobos | 8 de octubre |            |            |            |
| Total de goles: 10     |            |                   |                     |              |            |            |            |

### Grupo D: Caribe
| Jornada 1           | Jornada 1 | Jornada 1         | Jornada 1     | Jornada 1   | Jornada 1 | Jornada 1 | Jornada 1 |
| Local               | Resultado | Visitante         | Estadio       | Fecha       |           |           |           |
| ------------------- | --------- | ----------------- | ------------- | ----------- | --------- | --------- | --------- |
| SoccerViza F. C.    | 3-2       | ADF Siquirreña    | Puerto Viejo  | 6 de agosto |           |           |           |
| Talentos del Caribe | 4-2       | F. C. Monarcas    | Puerto Viejo  | 6 de agosto |           |           |           |
| CCDR San Pablo      | 1-2       | A. D. Black V. C. | Expresidentes | 6 de agosto |           |           |           |
| Total de goles: 14  |           |                   |               |             |           |           |           |

| Jornada 2           | Jornada 2 | Jornada 2        | Jornada 2            | Jornada 2    | Jornada 2 | Jornada 2 | Jornada 2 |
| Local               | Resultado | Visitante        | Estadio              | Fecha        |           |           |           |
| ------------------- | --------- | ---------------- | -------------------- | ------------ | --------- | --------- | --------- |
| ADF Siquirreña      | 2-0       | CCDR San Pablo   | Rafael Ángel Camacho | 13 de agosto |           |           |           |
| Talentos del Caribe | 3-2       | SoccerViza F. C. | Puerto Viejo         | 13 de agosto |           |           |           |
| A. D. Black V. C.   | 2-2       | F. C. Monarcas   | Zapote               | 13 de agosto |           |           |           |
| Total de goles: 11  |           |                  |                      |              |           |           |           |

| Jornada 3          | Jornada 3 | Jornada 3           | Jornada 3             | Jornada 3    | Jornada 3 | Jornada 3 | Jornada 3 |
| Local              | Resultado | Visitante           | Estadio               | Fecha        |           |           |           |
| ------------------ | --------- | ------------------- | --------------------- | ------------ | --------- | --------- | --------- |
| SoccerViza F. C.   | 6-0       | F. C. Monarcas      | Puerto Viejo          | 20 de agosto |           |           |           |
| CCDR San Pablo     | 4-2       | Talentos del Caribe | Concepción San Isidro | 20 de agosto |           |           |           |
| ADF Siquirreña     | 2-3       | A. D. Black V. C.   | Rafael Ángel Camacho  | 20 de agosto |           |           |           |
| Total de goles: 17 |           |                     |                       |              |           |           |           |

| Jornada 4           | Jornada 4 | Jornada 4         | Jornada 4             | Jornada 4    | Jornada 4 | Jornada 4 | Jornada 4 |
| Local               | Resultado | Visitante         | Estadio               | Fecha        |           |           |           |
| ------------------- | --------- | ----------------- | --------------------- | ------------ | --------- | --------- | --------- |
| F. C. Monarcas      | 0-2       | ADF Siquirreña    | Rafael Ángel Camacho  | 27 de agosto |           |           |           |
| CCDR San Pablo      | 3-2       | SoccerViza F. C.  | Concepción San Isidro | 27 de agosto |           |           |           |
| Talentos del Caribe | 2-1       | A. D. Black V. C. | Puerto Viejo          | 27 de agosto |           |           |           |
| Total de goles: 10  |           |                   |                       |              |           |           |           |

| Jornada 5           | Jornada 5 | Jornada 5        | Jornada 5            | Jornada 5       | Jornada 5 | Jornada 5 | Jornada 5 |
| Local               | Resultado | Visitante        | Estadio              | Fecha           |           |           |           |
| ------------------- | --------- | ---------------- | -------------------- | --------------- | --------- | --------- | --------- |
| F. C. Monarcas      | 3-3       | CCDR San Pablo   | Rafael Ángel Camacho | 3 de septiembre |           |           |           |
| Talentos del Caribe | 2-0       | ADF Siquirreña   | Puerto Viejo         | 3 de septiembre |           |           |           |
| A. D. Black V. C.   | 2-1       | SoccerViza F. C. | "Cuty" Monge         | 3 de septiembre |           |           |           |
| Total de goles: 11  |           |                  |                      |                 |           |           |           |

| Jornada 6          | Jornada 6 | Jornada 6           | Jornada 6            | Jornada 6        | Jornada 6 | Jornada 6 | Jornada 6 |
| Local              | Resultado | Visitante           | Estadio              | Fecha            |           |           |           |
| ------------------ | --------- | ------------------- | -------------------- | ---------------- | --------- | --------- | --------- |
| ADF Siquirreña     | 1-2       | SoccerViza F. C.    | Juan Gobán           | 10 de septiembre |           |           |           |
| F. C. Monarcas     | 1-1       | Talentos del Caribe | Rafael Ángel Camacho | 10 de septiembre |           |           |           |
| A. D. Black V. C.  | 4-3       | CCDR San Pablo      | "Cuty" Monge         | 10 de septiembre |           |           |           |
| Total de goles: 12 |           |                     |                      |                  |           |           |           |

| Jornada 7         | Jornada 7 | Jornada 7           | Jornada 7             | Jornada 7        | Jornada 7 | Jornada 7 | Jornada 7 |
| Local             | Resultado | Visitante           | Estadio               | Fecha            |           |           |           |
| ----------------- | --------- | ------------------- | --------------------- | ---------------- | --------- | --------- | --------- |
| CCDR San Pablo    | 1-0       | ADF Siquirreña      | Concepción San Isidro | 17 de septiembre |           |           |           |
| SoccerViza F. C.  | 0-3       | Talentos del Caribe | Juan Gobán            | 17 de septiembre |           |           |           |
| F. C. Monarcas    | 0-4       | A. D. Black V. C.   | Rafael Ángel Camacho  | 17 de septiembre |           |           |           |
| Total de goles: 8 |           |                     |                       |                  |           |           |           |

| Jornada 8           | Jornada 8 | Jornada 8        | Jornada 8            | Jornada 8        | Jornada 8 | Jornada 8 | Jornada 8 |
| Local               | Resultado | Visitante        | Estadio              | Fecha            |           |           |           |
| ------------------- | --------- | ---------------- | -------------------- | ---------------- | --------- | --------- | --------- |
| F. C. Monarcas      | 1-0       | SoccerViza F. C. | Rafael Ángel Camacho | 24 de septiembre |           |           |           |
| Talentos del Caribe | 2-3       | CCDR San Pablo   | Puerto Viejo         | 24 de septiembre |           |           |           |
| A. D. Black V. C.   | 1-1       | ADF Siquirreña   | "Cuty" Monge         | 24 de septiembre |           |           |           |
| Total de goles: 8   |           |                  |                      |                  |           |           |           |

| Jornada 9          | Jornada 9 | Jornada 9           | Jornada 9    | Jornada 9    | Jornada 9 | Jornada 9 | Jornada 9 |
| Local              | Resultado | Visitante           | Estadio      | Fecha        |           |           |           |
| ------------------ | --------- | ------------------- | ------------ | ------------ | --------- | --------- | --------- |
| ADF Siquirreña     | 3-0       | F. C. Monarcas      | Siquirres    | 1 de octubre |           |           |           |
| SoccerViza F. C.   | 2-3       | CCDR San Pablo      | Juan Gobán   | 1 de octubre |           |           |           |
| A. D. Black V. C.  | 3-4       | Talentos del Caribe | "Cuty" Monge | 1 de octubre |           |           |           |
| Total de goles: 15 |           |                     |              |              |           |           |           |

| Jornada 10         | Jornada 10 | Jornada 10          | Jornada 10            | Jornada 10   | Jornada 10 | Jornada 10 | Jornada 10 |
| Local              | Resultado  | Visitante           | Estadio               | Fecha        |            |            |            |
| ------------------ | ---------- | ------------------- | --------------------- | ------------ | ---------- | ---------- | ---------- |
| CCDR San Pablo     | 2-0        | F. C. Monarcas      | Concepción San Isidro | 8 de octubre |            |            |            |
| ADF Siquirreña     | 2-4        | Talentos del Caribe | Siquirres             | 8 de octubre |            |            |            |
| SoccerViza F. C.   | 3-0        | A. D. Black V. C.   | Juan Gobán            | 8 de octubre |            |            |            |
| Total de goles: 11 |            |                     |                       |              |            |            |            |

## Fase final

### Cuadro de desarrollo
|  | Octavos de final                                            | Octavos de final                                            | Octavos de final                                            | Octavos de final                                            |   |                       | Cuartos de final                               | Cuartos de final                               | Cuartos de final                               | Cuartos de final                               |  |                  | Semifinales                                   | Semifinales                                   | Semifinales                                   | Semifinales                                   |  |                       | Final                                          | Final                                          | Final                                          | Final                                          |  |
|  | 22 de octubre (ida) 29 de octubre y 1 de noviembre (vuelta) | 22 de octubre (ida) 29 de octubre y 1 de noviembre (vuelta) | 22 de octubre (ida) 29 de octubre y 1 de noviembre (vuelta) | 22 de octubre (ida) 29 de octubre y 1 de noviembre (vuelta) |   |                       | 12 de noviembre (ida) 19 de noviembre (vuelta) | 12 de noviembre (ida) 19 de noviembre (vuelta) | 12 de noviembre (ida) 19 de noviembre (vuelta) | 12 de noviembre (ida) 19 de noviembre (vuelta) |  |                  | 26 de noviembre (ida) 3 de diciembre (vuelta) | 26 de noviembre (ida) 3 de diciembre (vuelta) | 26 de noviembre (ida) 3 de diciembre (vuelta) | 26 de noviembre (ida) 3 de diciembre (vuelta) |  |                       | 10 de diciembre (ida) 17 de diciembre (vuelta) | 10 de diciembre (ida) 17 de diciembre (vuelta) | 10 de diciembre (ida) 17 de diciembre (vuelta) | 10 de diciembre (ida) 17 de diciembre (vuelta) |  |
|  |                                                             |                                                             |                                                             |                                                             |   |                       |                                                |                                                |                                                |                                                |  |                  |                                               |                                               |                                               |                                               |  |                       |                                                |                                                |                                                |                                                |  |
|  |                                                             |                                                             |                                                             |                                                             |   |                       |                                                |                                                |                                                |                                                |  |                  |                                               |                                               |                                               |                                               |  |                       |                                                |                                                |                                                |                                                |  |
|  | Águila F. C.                                                | 3                                                           | 5                                                           | 8                                                           |   |                       |                                                |                                                |                                                |                                                |  |                  |                                               |                                               |                                               |                                               |  |                       |                                                |                                                |                                                |                                                |  |
|  | Águila F. C.                                                | 3                                                           | 5                                                           | 8                                                           |   |                       |                                                |                                                |                                                |                                                |  |                  |                                               |                                               |                                               |                                               |  |                       |                                                |                                                |                                                |                                                |  |
|  | La Cañada F. C.                                             | 2                                                           | 1                                                           | 3                                                           |   |                       |                                                |                                                |                                                |                                                |  |                  |                                               |                                               |                                               |                                               |  |                       |                                                |                                                |                                                |                                                |  |
|  | La Cañada F. C.                                             | 2                                                           | 1                                                           | 3                                                           |   | Águila F. C.          | 4                                              | 2                                              | 6                                              |                                                |  |                  |                                               |                                               |                                               |                                               |  |                       |                                                |                                                |                                                |                                                |  |
|  |                                                             |                                                             |                                                             |                                                             |   | Águila F. C.          | 4                                              | 2                                              | 6                                              |                                                |  |                  |                                               |                                               |                                               |                                               |  |                       |                                                |                                                |                                                |                                                |  |
|  |                                                             |                                                             | Talentos del Caribe                                         | 0                                                           | 3 | 3                     |                                                |                                                |                                                |                                                |  |                  |                                               |                                               |                                               |                                               |  |                       |                                                |                                                |                                                |                                                |  |
|  | Talentos del Caribe                                         | 2                                                           | Talentos del Caribe                                         | 0                                                           | 3 | 3                     | 5                                              | 7                                              |                                                |                                                |  |                  |                                               |                                               |                                               |                                               |  |                       |                                                |                                                |                                                |                                                |  |
|  | Talentos del Caribe                                         | 2                                                           |                                                             |                                                             |   |                       |                                                |                                                |                                                |                                                |  |                  |                                               |                                               |                                               |                                               |  |                       |                                                |                                                |                                                |                                                |  |
|  | Esterillos F. C.                                            | 0                                                           | 0                                                           | 0                                                           |   |                       |                                                |                                                |                                                |                                                |  |                  |                                               |                                               |                                               |                                               |  |                       |                                                |                                                |                                                |                                                |  |
|  | Esterillos F. C.                                            | 0                                                           | 0                                                           | 0                                                           |   |                       |                                                |                                                |                                                |                                                |  | Águila F. C.     | 2                                             | 2                                             | 4                                             |                                               |  |                       |                                                |                                                |                                                |                                                |  |
|  |                                                             |                                                             |                                                             |                                                             |   |                       |                                                |                                                |                                                |                                                |  | Águila F. C.     | 2                                             | 2                                             | 4                                             |                                               |  |                       |                                                |                                                |                                                |                                                |  |
|  |                                                             |                                                             | Deportivo Upala F. C.                                       | 3                                                           | 2 | 5                     |                                                |                                                |                                                |                                                |  |                  |                                               |                                               |                                               |                                               |  |                       |                                                |                                                |                                                |                                                |  |
|  | C. D. Pavas                                                 | 2                                                           | Deportivo Upala F. C.                                       | 3                                                           | 2 | 5                     | 4                                              | 6                                              |                                                |                                                |  |                  |                                               |                                               |                                               |                                               |  |                       |                                                |                                                |                                                |                                                |  |
|  | C. D. Pavas                                                 | 2                                                           |                                                             |                                                             |   |                       |                                                |                                                |                                                |                                                |  |                  |                                               |                                               |                                               |                                               |  |                       |                                                |                                                |                                                |                                                |  |
|  | Deportivo Upala F. C.                                       | 2                                                           | 1                                                           | 3                                                           |   |                       |                                                |                                                |                                                |                                                |  |                  |                                               |                                               |                                               |                                               |  |                       |                                                |                                                |                                                |                                                |  |
|  | Deportivo Upala F. C.                                       | 2                                                           | 1                                                           | 3                                                           |   | Deportivo Upala F. C. | 0                                              | 4                                              | 4                                              |                                                |  |                  |                                               |                                               |                                               |                                               |  |                       |                                                |                                                |                                                |                                                |  |
|  |                                                             |                                                             |                                                             |                                                             |   | Deportivo Upala F. C. | 0                                              | 4                                              | 4                                              |                                                |  |                  |                                               |                                               |                                               |                                               |  |                       |                                                |                                                |                                                |                                                |  |
|  |                                                             |                                                             | San Migool - V. C.                                          | 0                                                           | 1 | 1                     |                                                |                                                |                                                |                                                |  |                  |                                               |                                               |                                               |                                               |  |                       |                                                |                                                |                                                |                                                |  |
|  | San Migool - V. C.                                          | 1                                                           | San Migool - V. C.                                          | 0                                                           | 1 | 1                     | 3                                              | 4                                              |                                                |                                                |  |                  |                                               |                                               |                                               |                                               |  |                       |                                                |                                                |                                                |                                                |  |
|  | San Migool - V. C.                                          | 1                                                           |                                                             |                                                             |   |                       |                                                |                                                |                                                |                                                |  |                  |                                               |                                               |                                               |                                               |  |                       |                                                |                                                |                                                |                                                |  |
|  | SoccerViza F. C.                                            | 2                                                           | 1                                                           | 3                                                           |   |                       |                                                |                                                |                                                |                                                |  |                  |                                               |                                               |                                               |                                               |  |                       |                                                |                                                |                                                |                                                |  |
|  | SoccerViza F. C.                                            | 2                                                           | 1                                                           | 3                                                           |   |                       |                                                |                                                |                                                |                                                |  |                  |                                               |                                               |                                               |                                               |  | Deportivo Upala F. C. | 1                                              | 0                                              | 1                                              |                                                |  |
|  |                                                             |                                                             |                                                             |                                                             |   |                       |                                                |                                                |                                                |                                                |  |                  |                                               |                                               |                                               |                                               |  | Deportivo Upala F. C. | 1                                              | 0                                              | 1                                              |                                                |  |
|  |                                                             |                                                             | A. D. Rosario                                               | 3                                                           | 0 | 3                     |                                                |                                                |                                                |                                                |  |                  |                                               |                                               |                                               |                                               |  |                       |                                                |                                                |                                                |                                                |  |
|  | San Carlos F. C.                                            | 5                                                           | A. D. Rosario                                               | 3                                                           | 0 | 3                     | 2                                              | 7                                              |                                                |                                                |  |                  |                                               |                                               |                                               |                                               |  |                       |                                                |                                                |                                                |                                                |  |
|  | San Carlos F. C.                                            | 5                                                           |                                                             |                                                             |   |                       |                                                |                                                |                                                |                                                |  |                  |                                               |                                               |                                               |                                               |  |                       |                                                |                                                |                                                |                                                |  |
|  | MW-C. E. F.                                                 | 0                                                           | 0                                                           | 0                                                           |   |                       |                                                |                                                |                                                |                                                |  |                  |                                               |                                               |                                               |                                               |  |                       |                                                |                                                |                                                |                                                |  |
|  | MW-C. E. F.                                                 | 0                                                           | 0                                                           | 0                                                           |   | San Carlos F. C.      | 4                                              | 7                                              | 11                                             |                                                |  |                  |                                               |                                               |                                               |                                               |  |                       |                                                |                                                |                                                |                                                |  |
|  |                                                             |                                                             |                                                             |                                                             |   | San Carlos F. C.      | 4                                              | 7                                              | 11                                             |                                                |  |                  |                                               |                                               |                                               |                                               |  |                       |                                                |                                                |                                                |                                                |  |
|  |                                                             |                                                             | Municipal Desamparados                                      | 2                                                           | 1 | 3                     |                                                |                                                |                                                |                                                |  |                  |                                               |                                               |                                               |                                               |  |                       |                                                |                                                |                                                |                                                |  |
|  | Municipal Desamparados                                      | 1                                                           | Municipal Desamparados                                      | 2                                                           | 1 | 3                     | 6                                              | 7                                              |                                                |                                                |  |                  |                                               |                                               |                                               |                                               |  |                       |                                                |                                                |                                                |                                                |  |
|  | Municipal Desamparados                                      | 1                                                           |                                                             |                                                             |   |                       |                                                |                                                |                                                |                                                |  |                  |                                               |                                               |                                               |                                               |  |                       |                                                |                                                |                                                |                                                |  |
|  | A. D. Black V. C.                                           | 1                                                           | 3                                                           | 4                                                           |   |                       |                                                |                                                |                                                |                                                |  |                  |                                               |                                               |                                               |                                               |  |                       |                                                |                                                |                                                |                                                |  |
|  | A. D. Black V. C.                                           | 1                                                           | 3                                                           | 4                                                           |   |                       |                                                |                                                |                                                |                                                |  | San Carlos F. C. | 0                                             | 1                                             | 2 (2)                                         |                                               |  |                       |                                                |                                                |                                                |                                                |  |
|  |                                                             |                                                             |                                                             |                                                             |   |                       |                                                |                                                |                                                |                                                |  | San Carlos F. C. | 0                                             | 1                                             | 2 (2)                                         |                                               |  |                       |                                                |                                                |                                                |                                                |  |
|  |                                                             |                                                             | A. D. Rosario                                               | 1                                                           | 1 | 2 (3)                 |                                                |                                                |                                                |                                                |  |                  |                                               |                                               |                                               |                                               |  |                       |                                                |                                                |                                                |                                                |  |
|  | Puntarenas San Luis                                         | 1                                                           | A. D. Rosario                                               | 1                                                           | 1 | 2 (3)                 | 3                                              | 4                                              |                                                |                                                |  |                  |                                               |                                               |                                               |                                               |  |                       |                                                |                                                |                                                |                                                |  |
|  | Puntarenas San Luis                                         | 1                                                           |                                                             |                                                             |   |                       |                                                |                                                |                                                |                                                |  |                  |                                               |                                               |                                               |                                               |  |                       |                                                |                                                |                                                |                                                |  |
|  | A. D. Rosario                                               | 2                                                           | 3                                                           | 5                                                           |   |                       |                                                |                                                |                                                |                                                |  |                  |                                               |                                               |                                               |                                               |  |                       |                                                |                                                |                                                |                                                |  |
|  | A. D. Rosario                                               | 2                                                           | 3                                                           | 5                                                           |   | A. D. Rosario         | 0                                              | 3                                              | 3                                              |                                                |  |                  |                                               |                                               |                                               |                                               |  |                       |                                                |                                                |                                                |                                                |  |
|  |                                                             |                                                             |                                                             |                                                             |   | A. D. Rosario         | 0                                              | 3                                              | 3                                              |                                                |  |                  |                                               |                                               |                                               |                                               |  |                       |                                                |                                                |                                                |                                                |  |
|  |                                                             |                                                             | Municipal Coto Brus                                         | 1                                                           | 1 | 2                     |                                                |                                                |                                                |                                                |  |                  |                                               |                                               |                                               |                                               |  |                       |                                                |                                                |                                                |                                                |  |
|  | CCDR San Pablo                                              | 0                                                           | Municipal Coto Brus                                         | 1                                                           | 1 | 2                     | 1                                              | 1                                              |                                                |                                                |  |                  |                                               |                                               |                                               |                                               |  |                       |                                                |                                                |                                                |                                                |  |
|  | CCDR San Pablo                                              | 0                                                           |                                                             |                                                             |   |                       |                                                |                                                |                                                |                                                |  |                  |                                               |                                               |                                               |                                               |  |                       |                                                |                                                |                                                |                                                |  |
|  | Municipal Coto Brus                                         | 2                                                           | 2                                                           | 4                                                           |   |                       |                                                |                                                |                                                |                                                |  |                  |                                               |                                               |                                               |                                               |  |                       |                                                |                                                |                                                |                                                |  |
|  | Municipal Coto Brus                                         | 2                                                           | 2                                                           | 4                                                           |   |                       |                                                |                                                |                                                |                                                |  |                  |                                               |                                               |                                               |                                               |  |                       |                                                |                                                |                                                |                                                |  |
|  |                                                             |                                                             |                                                             |                                                             |   |                       |                                                |                                                |                                                |                                                |  |                  |                                               |                                               |                                               |                                               |  |                       |                                                |                                                |                                                |                                                |  |

### Octavos de final
| Equipo 1               | Agr. | Equipo 2              | Ida | Vuelta |
| ---------------------- | ---- | --------------------- | --- | ------ |
| Águila F. C.           | 8-3  | La Cañada F. C.       | 3-2 | 5-1    |
| Talentos del Caribe    | 7-0  | Esterillos F. C.      | 2-0 | 5-0    |
| C. D. Pavas            | 6-3  | Deportivo Upala F. C. | 2-2 | 4-1    |
| San Migool - V. C.     | 4-3  | SoccerViza F. C.      | 1-2 | 3-1    |
| San Carlos F. C.       | 7-0  | MW-C. E. F.           | 5-0 | 2-0    |
| Municipal Desamparados | 7-4  | A. D. Black V. C.     | 1-1 | 6-3    |
| Puntarenas San Luis    | 4-5  | A. D. Rosario         | 1-2 | 3-3    |
| CCDR San Pablo         | 1-4  | Municipal Coto Brus   | 0-2 | 1-2    |

Nota: El Club Deportivo Pavas es eliminado de los octavos de final por apelación de Deportivo Upala, clasificando a cuartos de final el equipo de Deportivo Upala.

### Cuartos de final
| Equipo 1              | Agr. | Equipo 2               | Ida | Vuelta |
| --------------------- | ---- | ---------------------- | --- | ------ |
| Águila F. C.          | 6-3  | Talentos del Caribe    | 4-0 | 2-3    |
| Deportivo Upala F. C. | 4-1  | San Migool - V. C.     | 0-0 | 4-1    |
| San Carlos F. C.      | 11-3 | Municipal Desamparados | 4-2 | 7-1    |
| A. D. Rosario         | 3-2  | Municipal Coto Brus    | 0-1 | 3-1    |

### Semifinales
| Equipo 1              | Agr.           | Equipo 2      | Ida | Vuelta |
| --------------------- | -------------- | ------------- | --- | ------ |
| Deportivo Upala F. C. | 5-4            | Águila F. C.  | 3-2 | 2-2    |
| San Carlos F. C.      | 2-2 (2-3 pen.) | A. D. Rosario | 0-1 | 1-1    |

### Final
| Equipo 1              | Agr. | Equipo 2      | Ida | Vuelta |
| --------------------- | ---- | ------------- | --- | ------ |
| Deportivo Upala F. C. | 1-3  | A. D. Rosario | 1-3 | 0-0    |

### Plantilla del Campeón
- José Cruz, Jeremías Corroto, Osvaldo Gómez, Ángel Martínez, Olger Murillo, Yacinto Pérez, José Vásquez, Warren Ulate, Rafael Hernández, Javier Guzmán, Erick Marín, Hernán Alfaro, Cristhiam Lagos, Franklin Ferrufino, Alejandro Rodríguez, Óscar Madriz, Angelo Sibaja, Jeffrey Aguilar, Gerald Barahona, Johan Arce, Luis Carazo, José Castro, José Rodríguez, Joshua Madrigal, Erick Palma, David Murillo, Steven Pérez, Dylan Soto, Jefferson Chacón, Hernán Alfaro
- DT: Alonso Ledezma